# Новобахмутский
Новобахмутский — хутор в Куйбышевском районе Ростовской области.
Входит в состав Куйбышевского сельского поселения.

## География
На хуторе имеется одна улица: Широкая.

## Экономика
Промышленность является важнейшей и определяющей отраслью экономики и жизнедеятельности хутора. Одной из важнейших отраслей является пищевая промышленность, которая оказывает непосредственное положительное влияние на развитие сельского хозяйства — её сырьевую базу. Полиграфическая промышленность, освоившая весь спектр печатных услуг, представлена крупнейшим предприятием по выпуску школьных учебников.

## Население
| 2010 |
| ---- |
| 264  |